# 1813 في المملكة المتحدة
فيما يلي قوائم الأحداث التي وقعت خلال عام 1813 في المملكة المتحدة.

## سياسة

### تعيين في المنصب
- 12 أغسطس – روبرت ساوذي شاعر بلاط المملكة المتحدة.

## مواليد

### يناير
- 1 يناير – جون بثرك مستكشف بريطاني.
- 1 يناير – ماري روس فلكية ومصورة من المملكة المتحدة.
- 19 يناير – هنري بسمر

### مارس
- 15 مارس – جون سنو
- 19 مارس – ديفيد ليفينغستون

### أغسطس
- 16 أغسطس – بيتر أجرتون واربيرتون مستكشف أسترالي.
- 18 أغسطس – هنري كارتر

### سبتمبر
- 29 سبتمبر – فردريك هنري أمبروز سكريفنر ثيولوجي من المملكة المتحدة.
- 30 سبتمبر – جون راي

### ديسمبر
- 29 ديسمبر – ألكسندر باركس

## وفيات

### يناير
- 1 يناير – وليم جورج براون (مواليد 1768) مستكشف بريطاني.

### مارس
- 23 مارس – أوغستا أميرة بريطانيا العظمى (مواليد 1737)

### يوليو
- 22 يوليو – جورج شو (مواليد 1751)

### أغسطس
- 23 أغسطس – الكسندر ويلسون (مواليد 1766)

### سبتمبر
- 4 سبتمبر – جيمس ويات (مواليد 1746) مهندس معماري من المملكة المتحدة.

### أكتوبر
- 11 أكتوبر – روبرت كير (مواليد 1755)